# Onosma tinctoria
Onosma tinctoria ist eine Pflanzenart aus der Gattung der Lotwurzen (Onosma) in der Familie der Raublattgewächse (Boraginaceae).

## Beschreibung
Onosma tinctoria ist eine mehr oder weniger rasenbildende zweijährige Pflanze. Die Stängel erreichen Wuchshöhen von 20 bis 70 cm. Pro Pflanze erscheinen mehrere Stängel, sie sind aufrecht, stark verzweigt, fein behaart und mit abstehenden, 1 bis 3 mm langen Borsten behaart. Die unteren Laubblätter sind 30 bis 150 mm lang und 3 bis 15 mm breit, lang gestreckt oder lang gestreckt-spatelförmig und auf der Oberseite fein und mit an der Basis knollig verdickten Borsten behaart. Auf der Unterseite sind sie fein behaart und nur entlang der Mittelrippe und dem Blattrand mit Borsten behaart.
Die Blütenstände sind stark verzweigt. Die Blütenstiele sind 1 bis 2 mm lang, die Tragblätter sind in etwa genauso lang wie der Kelch. Dieser ist zur Blütezeit 6 bis 11 mm lang, zur Fruchtreife 12 bis 20 mm. Die Krone ist 8 bis 12 (selten bis 15) mm lang, blass gelb und oftmals purpurn überhaucht, unbehaart oder auf den Kronlappen fein behaart. Meist ist sie etwa 1 1/3 mal so lang wie der Kelch.
Die Früchte sind etwa 3 bis 4 mm lange, glatte Nüsschen.

## Vorkommen
Die Art ist im südlichen Teil der ehemaligen Sowjetunion verbreitet, kommt auch in der Ukraine und in der Türkei vor und reicht im Norden bis an den 53. Breitengrad.